# Karang Pamulang
Karang Pamulang is een bestuurslaag in het regentschap Kota Bandung van de provincie West-Java, Indonesië. Karang Pamulang telt 15.099 inwoners (volkstelling 2010).